# ماهواره نوید
ماهوارهٔ نوید علم و صنعت که به اختصار ماهوارهٔ نوید نیز نامیده می‌شود، سومین ماهوارهٔ پرتاب‌شدهٔ ایرانی و نخستین ماهوارهٔ ساخت مرکز تحقیقات ماهواره‌ای دانشگاه علم و صنعت است که در ۱۴ بهمن ۱۳۸۸ مصادف با روز فناوری فضایی رونمایی شده بود. مأموریت این ماهواره تصویربرداری از زمین با وضوح تصویر ۷۵۰ متر مبتنی بر روش جاروبی و به صورت تک باند است ماهوارهٔ نوید علم و صنعت در ساعت سه و نیم بامداد (به وقت محلی) روز جمعه، ۱۴ بهمن ۱۳۹۰ از پایگاه فضایی سمنان به فضا پرتاب شد.

## مشخصات فنی
این ماهواره مکعب شکل و با ابعاد ۵۰×۵۰×۵۰ سانتی‌متر و جرم ۵۰ کیلوگرم ساخته شده که به منظور استقرار در مدار بیضوی با ارتفاع ۲۵۰ تا ۳۷۵ کیلومتر و زاویه انحراف مداری ۵۵ درجه طراحی شده‌است. ارتباط ماهواره با ایستگاه زمینی از طریق سه فرستنده و گیرنده در باندهای وی‌اچ‌اف و یواچ‌اف برقرار است و تأمین انرژی آن نیز توسط صفحات خورشیدی نصب شده بر بدنهٔ جانبی سازهٔ ماهواره در کنار باتری و بهره‌گیری از تنظیم‌کننده‌ها و مبدل‌های ولتاژ صورت می‌گیرد. با توجه به مدار این ماهواره، می‌توان انتظار داشت که هر ۹۰ دقیقه یکبار زمین را دور بزند.

## پرتاب
ماهوارهٔ نوید سوار بر یک موشک فضایی سفیر ارتقاء یافته به مدار زمین پرتاب گردید. سفیر-۱-ب نسخهٔ بهبود داده شده‌ای از سفیر-۱-آ است که پیشتر دو ماهوارهٔ امید و رصد به کمک آن به فضا پرتاب شده بودند. گفته می‌شود متخصصان سازمان صنایع هوافضا که مسئول طراحی و ساخت موشک‌های فضایی ایران هستند، با بهبود پارامترهای انرژتیکی سوخت و ارتقاء سخت‌افزاری موتور مرحلهٔ اول سفیر-۱-آ توانسته‌اند حدود ۲۰ درصد بر توان عملیاتی آن بیفزایند. بدین جهت این موشک توانست ماهوارهٔ نوید را که دو برابر ماهوارهٔ امید وزن داشت به فضا ارسال کند.

## دریافت تصاویر
۶ روز پس از پرتاب حسین بلندی، مدیر پروژهٔ ساخت ماهوارهٔ نوید و رئیس مرکز تحقیقات ماهواره‌ای دانشگاه علم و صنعت در یک برنامهٔ تلویزیونی اعلام کرد که نخستین تصویر ارسالی از ماهوارهٔ نوید توسط یکی از ۵ ایستگاه زمینی ارتباطی ایران که در قشم مستقر است، دریافت شده‌است. این تصویر علی‌رغم اعلام عمومی هنوز منتشر نشده‌است.
پیشتر و زمانی که ماهوارهٔ رصد به فضا ارسال شده بود نیز ادعا گردید تصاویری از آن ماهواره دریافت شده که هیچگاه منتشر نگردیدند.
احتمال داده می‌شود عدم انتشار تصاویر گرفته شده توسط این دو ماهواره به دلیل عدم اعتماد به عملکرد صحیح زیرسامانهٔ کنترل وضعیت و محمولهٔ تصویربرداری آن‌ها می‌باشد. اگرچه این جمع‌بندی از طرف دست اندر کاران ماهوارهٔ رصد به‌طور ضمنی تأیید شده‌است
اما تاکنون ارزیابی مستدلی از عملکرد ماهوارهٔ نوید منتشر نشده‌است.
صرف نظر از ماهوارهٔ سینا به‌عنوان نخستین ماهوارهٔ تصویربرداری جمهوری اسلامی ایران که با مشارکت خارجی طراحی و اجرا گردید، تاکنون سه ماهوارهٔ بومی پرتاب شده‌است که اولی ماهوارهٔ امید با مأموریت برقراری ارتباط متقابل ماهواره و ایستگاه زمینی، و دومی و سومی (ماهوارهٔ رصد و ماهوارهٔ نوید) با مأموریت تصویربرداری بوده‌است که به نظر می‌رسد برای مشاهدهٔ نخستین تصاویر فضایی از ماهواره‌های ایرانی باید منتظر پرتاب‌های بعدی ایران بود.